# フィアット
フィアット（伊: FIAT S.p.A.）は、イタリアの自動車メーカーである。現在は、ステランティス N.V. の子会社である。

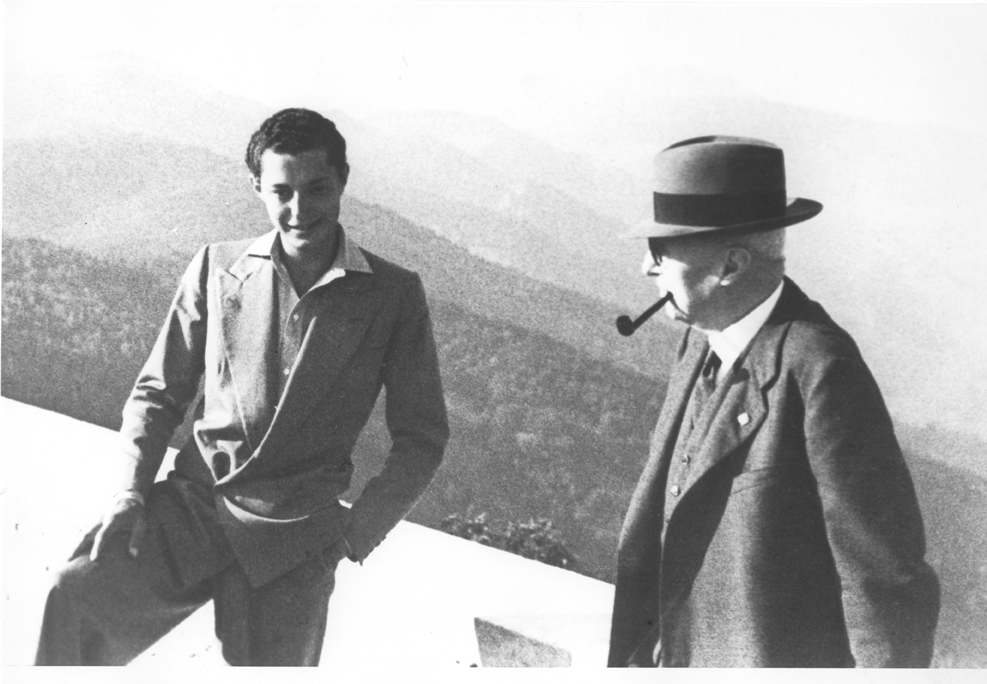
ジョヴァンニ・アニェッリ（右）とジャンニ・アニェッリ

社名のFIATとはFabbrica Italiana Automobili Torinoの頭文字を取ったものである。「トリノのイタリア自動車製造所」の意味。トリノ市のリンゴット地区に本拠を置くことから、フィアット本社工場と「リンゴット」はしばしば同義とされる。
「フィアット、陸に、海に、空に」のスローガンの元、自動車のみならず、自動車関連業、鉄道車両や船舶、航空機の製造などのイタリアにおける産業分野全般を掌握し、マスコミュニケーション、金融等にも進出している。
このことから、イタリアのみならずヨーロッパにおいても大きな影響力を持つ。かつては「フランスはルノーを持っているが、フィアットはイタリアを持っている」とまで評された。
イタリア証券取引所に株式を上場している。2007年までニューヨーク証券取引所（コード:FIA）にも上場していた。創業グループの1人のジョヴァンニ・アニェッリを継ぐアニエッリ家が大株主となり代々経営を行っている。

## 歴史

### 創業

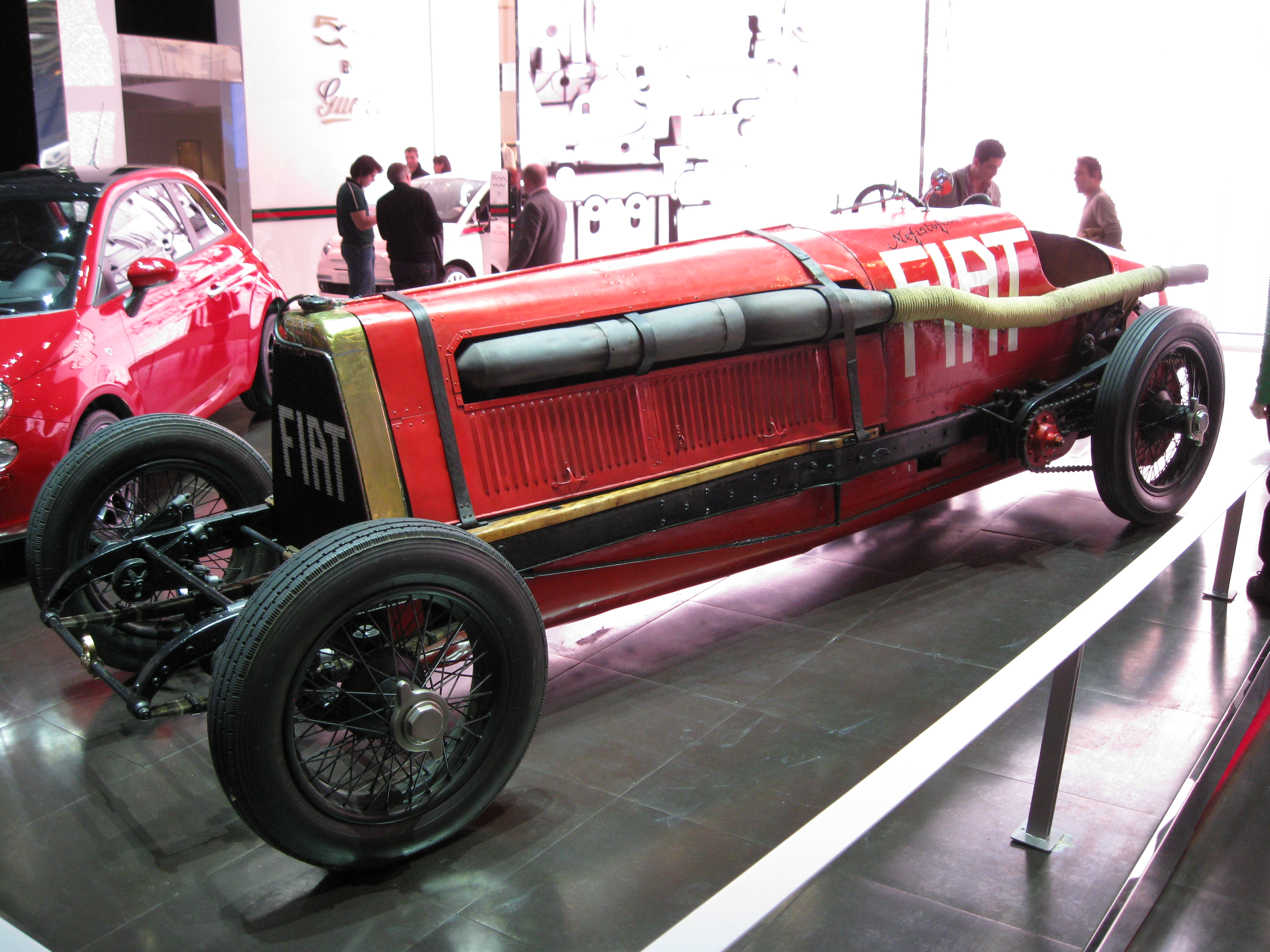
メフィストフェレ

ジョヴァンニ・アニェッリらイタリア北部の数人の実業家の出資によって、1899年にトリノで創業された。同年には最初の自動車を発売した。その後1902年にはアニェッリがフィアットの社長となった。1908年には最初の航空用エンジンを開発した。

### イタリア最大の自動車会社

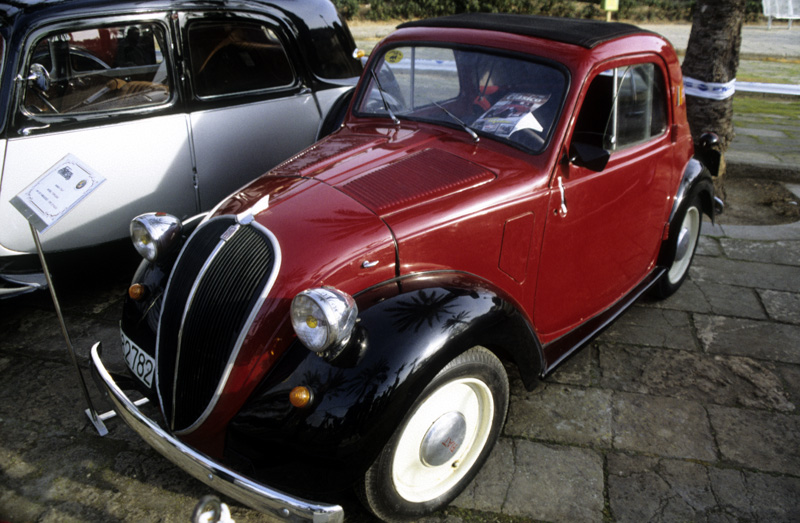
「トッポリーノ」こと初代500

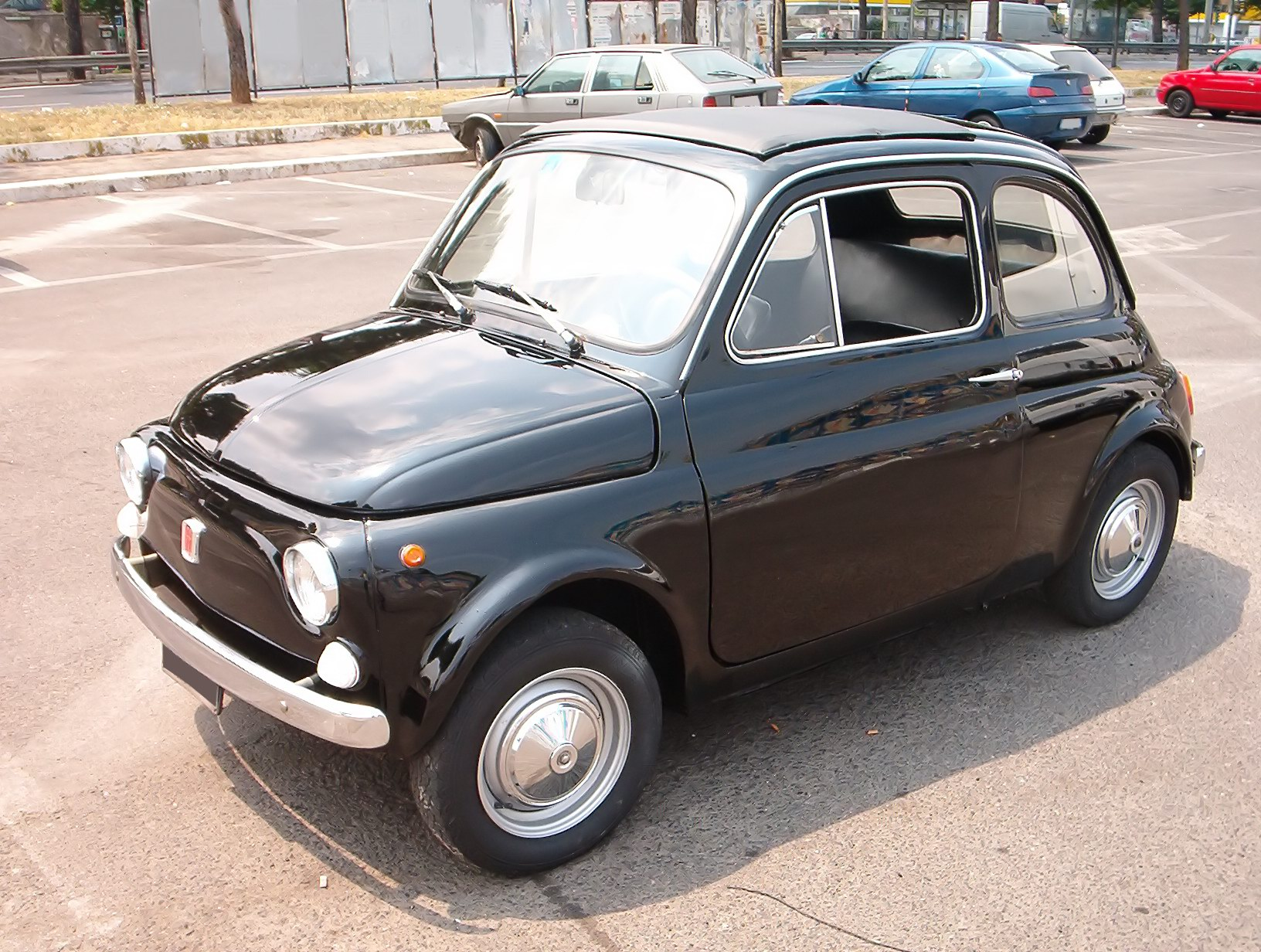
2代目 NUOVA 500

第一次世界大戦中にフィアットはイタリア北部の工業都市トリノにある工場をフル操業して、連合国軍の1国であるイタリア軍に軍需製品を供給した。路面電車、航空機、鉄道車両、トラクター、ディーゼルエンジンなどの生産で当時3万人以上の労働者を雇用していた。
第一次世界大戦後にはミッレミリアなどのレースでも活躍したほか、フォーミュラカーレースにも参戦してアルファロメオやブガッティなどと覇を競った。その後「トッポリーノ」こと初代「500」などの大ヒットモデルを出したほか、高級車部門にも進出した。
また国外進出に意欲的で、第一次世界大戦後には日本やアメリカ合衆国、満州国などへの輸出を拡大したほか、1934年にはフランスにシムカを設立させたほか、ドイツでは1932年にNSUの自動車部門を買収し、「NSUフィアット」とした。

### 第二次世界大戦前後
イタリアが1940年から参戦した第二次世界大戦中は、各種軍用車や航空機などを生産していた。1943年イタリアは連合軍に降伏し、さらにその後も本社のあるトリノなど北部がドイツ軍の占領下におかれたため、生産は停止し、さらに工場が連合国軍機の爆撃を受けるなどの損害を被った。
第二次世界大戦終戦直後の1945年12月にジョヴァンニ・アニェッリが死去した。その後はヴィットリオ・ヴァレッタが経営を行った。イタリアが戦災から復興し1950年代から1960年代にかけて「イタリアの奇跡」と呼ばれる経済成長を遂げ、「アウトストラーダ」の拡張や自家用車の普及が進む中で「500」（ヌォーヴァ）や「600」などのヒットモデルを送り出した。

### 海外進出

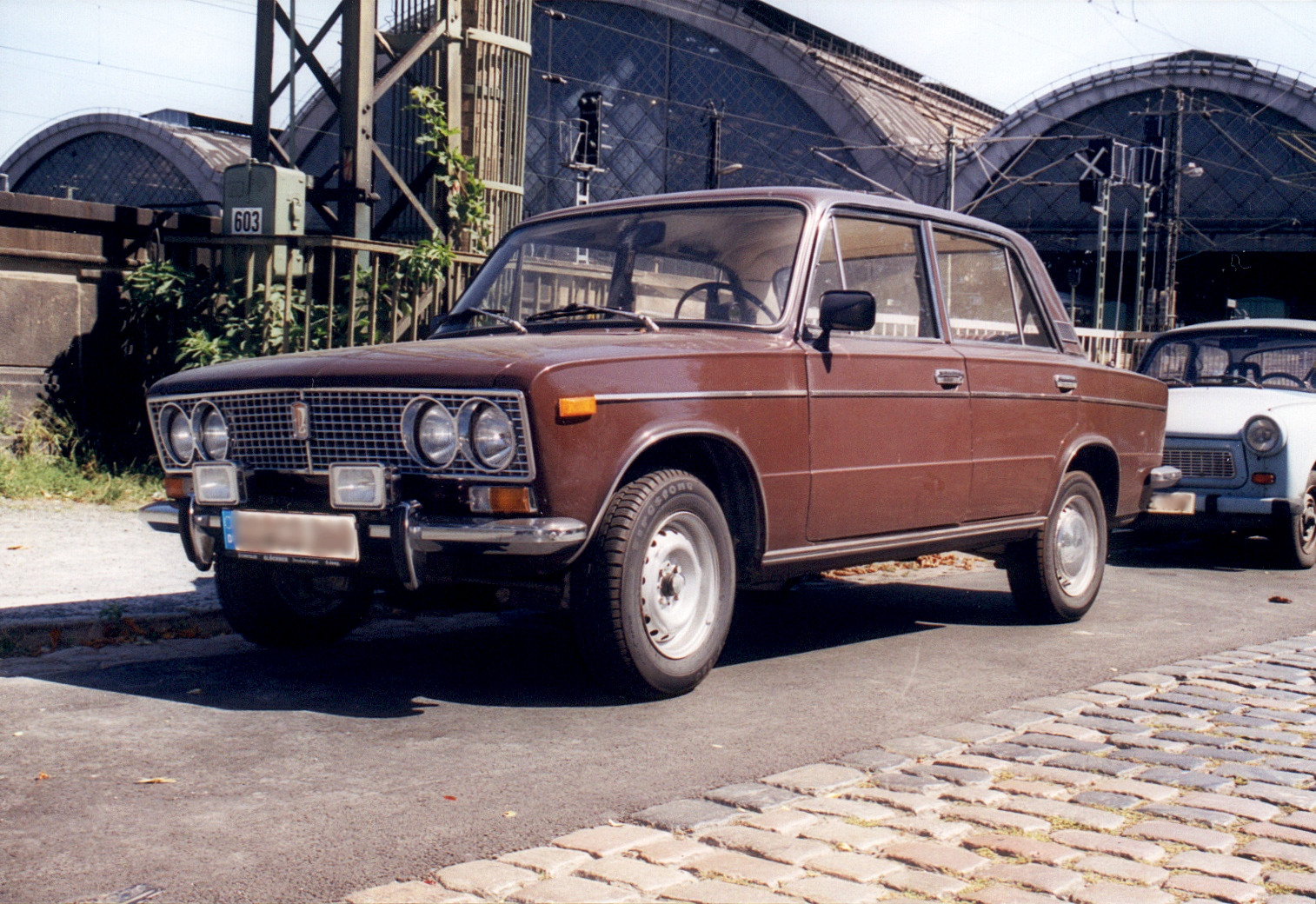
VAZ・2103 ラーダ・ノーヴァ
（フィアット・124 ベルリーナ）

なお戦後も海外進出には積極的で、1950年にスペインでセアト（現在はフォルクスワーゲングループ）を設立した。1968年にはトルコでトファシュを設立している。さらに南アメリカではアルゼンチンに進出した。他にも、1970年代にはブラジルでも生産を始めた。
また、イタリアが冷戦下において共産党を含む左翼陣営が勢力を持っていたこともあり、他の西側諸国が進出を躊躇していた東欧圏への進出を進めた。ソビエト連邦にプラントを輸出し、1970年にアフトヴァースが、元イタリア共産党書記長のパルミーロ・トリアッティの名を冠したトリヤッチ市に建設された工場で「ジグリ（輸出名『ラーダ』）」の生産を開始した。
また、1930年代から生産していたポーランド（ポルスキ・フィアット）での生産を1965年より再開した。また、ユーゴスラビア（ザスタバ）にも進出した。

### 買収攻勢

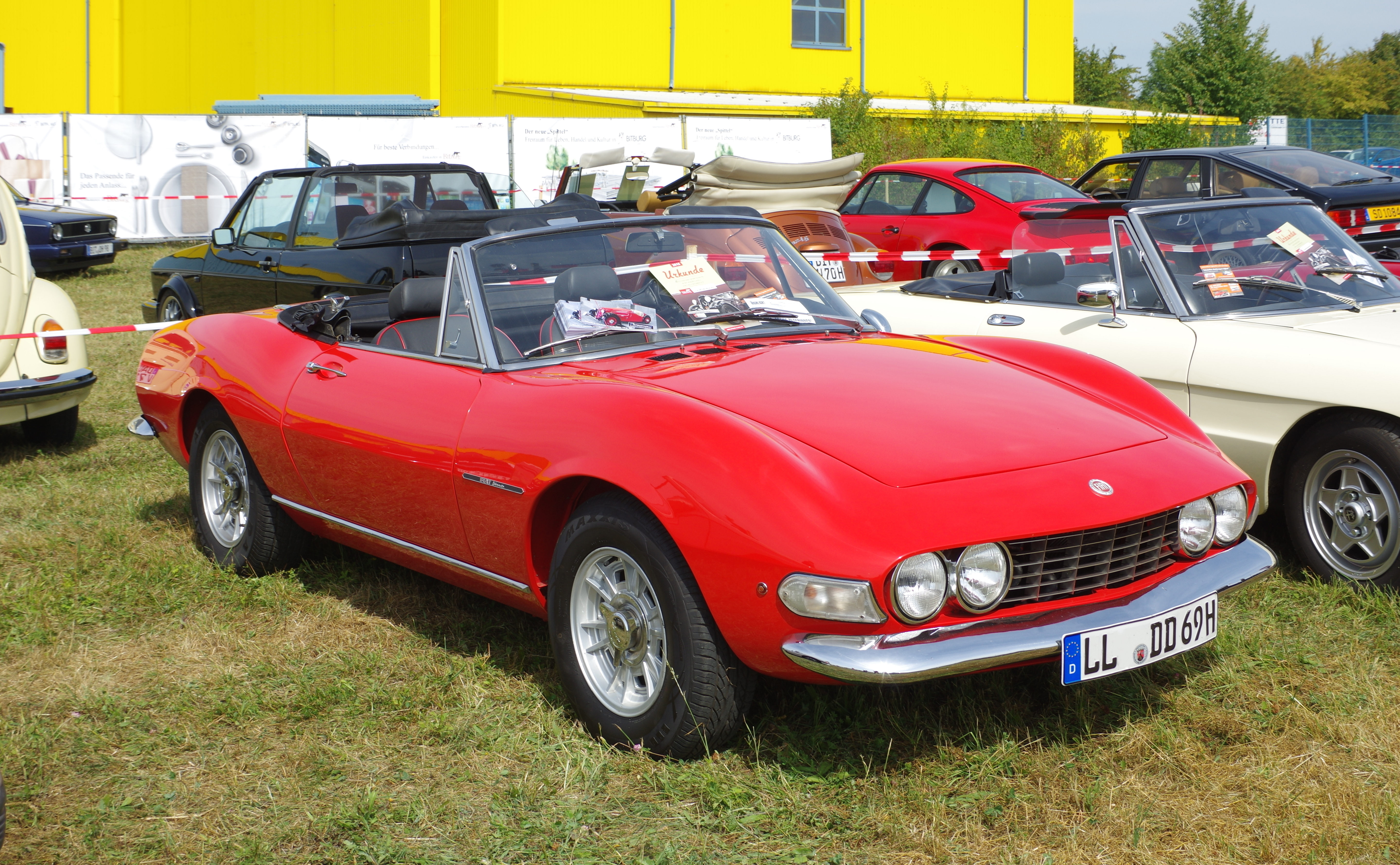
フェラーリのエンジンを搭載したディーノ

1966年にヴィットリオ・ヴァレッタから、ジョヴァンニ・アニェッリの孫のジャンニ・アニェッリ（ジャンニは愛称、本名は祖父と同じジョヴァンニ）が経営を引き継いだ。
ジャンニ・アニェッリが経営を引き継いだ1960年代後半から1980年代にかけては、「アウトビアンキ」（1968年）や「フェラーリ」（1969年）、「アバルト」（1971年）のほか、経営不振に陥っていた高級車メーカーの「ランチア」を1969年に買収した。さらに、国営化されて以降高コスト体制と品質問題による販売不振から経営苦境に陥っていた「アルファロメオ」を1986年に傘下に収めた。これにより、イタリアの自動車業界を事実上独占することになる。
さらに、オートバイ及び小型車メーカーの「ピアッジオ」を1964年に買収した。他にも、電装部品メーカーの「マニエッティ・マレリ」を1967年に買収した。また、商用車部門として「イヴェコ」を1975年に創立した。

### 経営不振

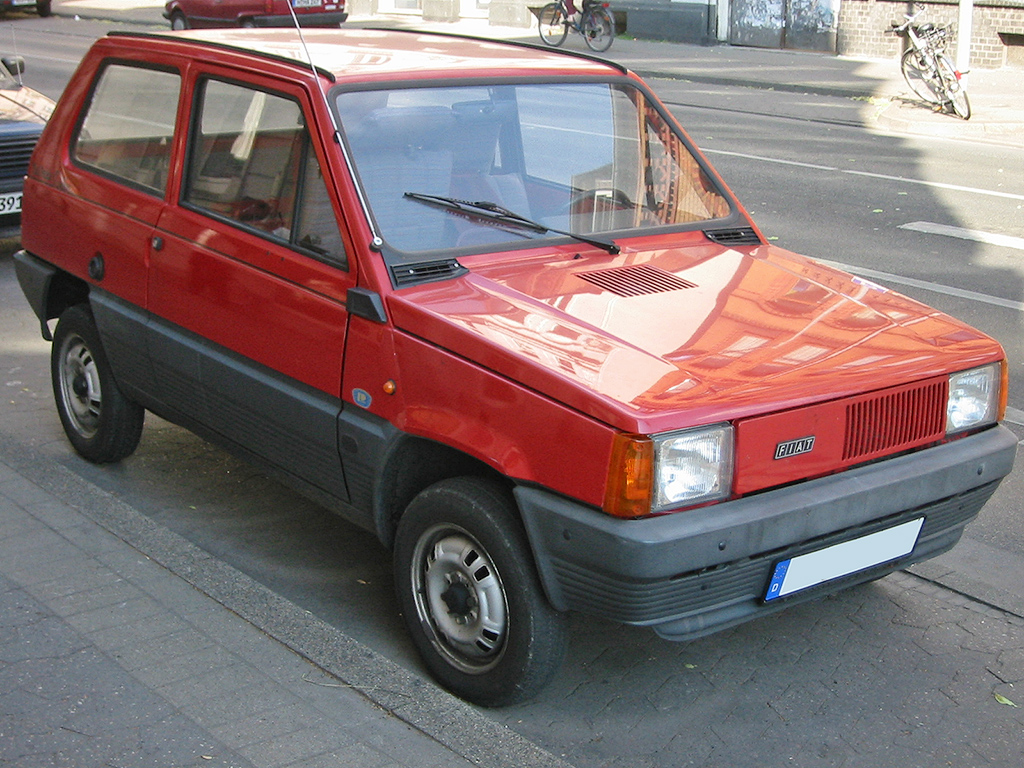
パンダ

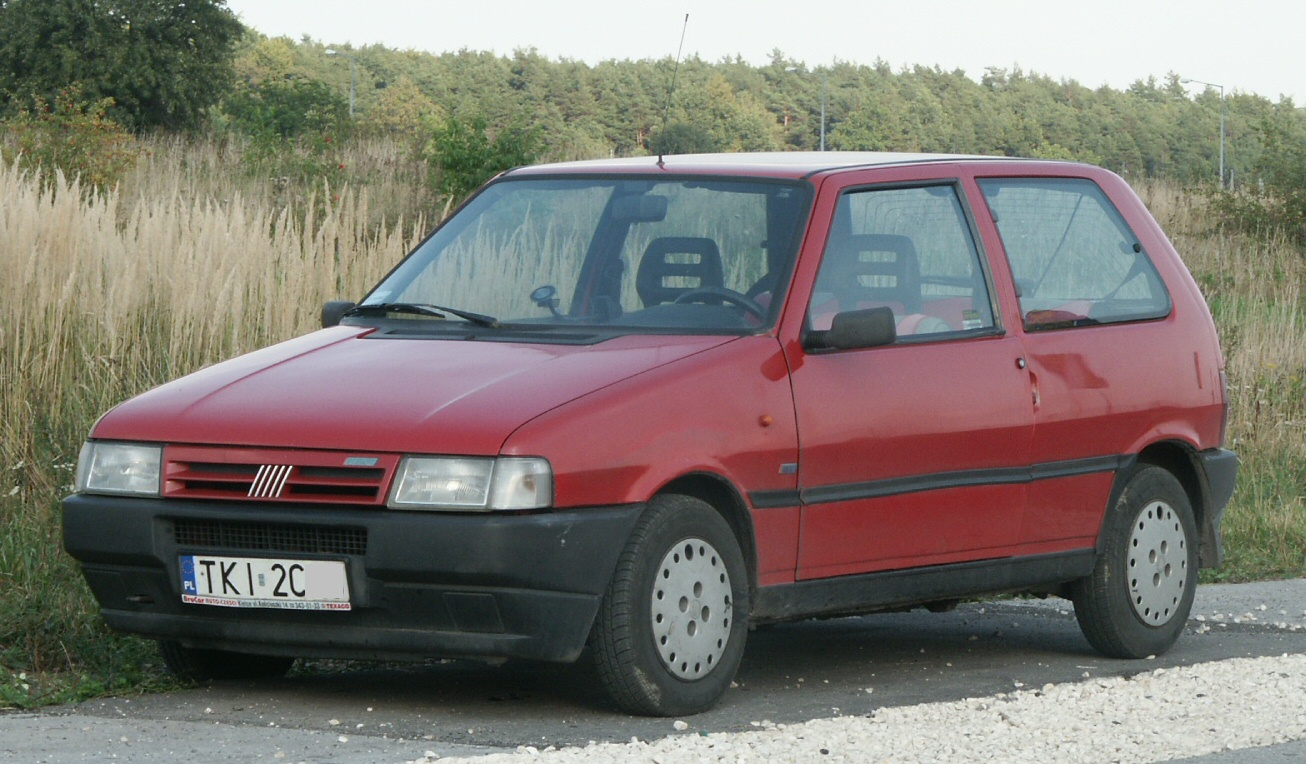
ウーノ

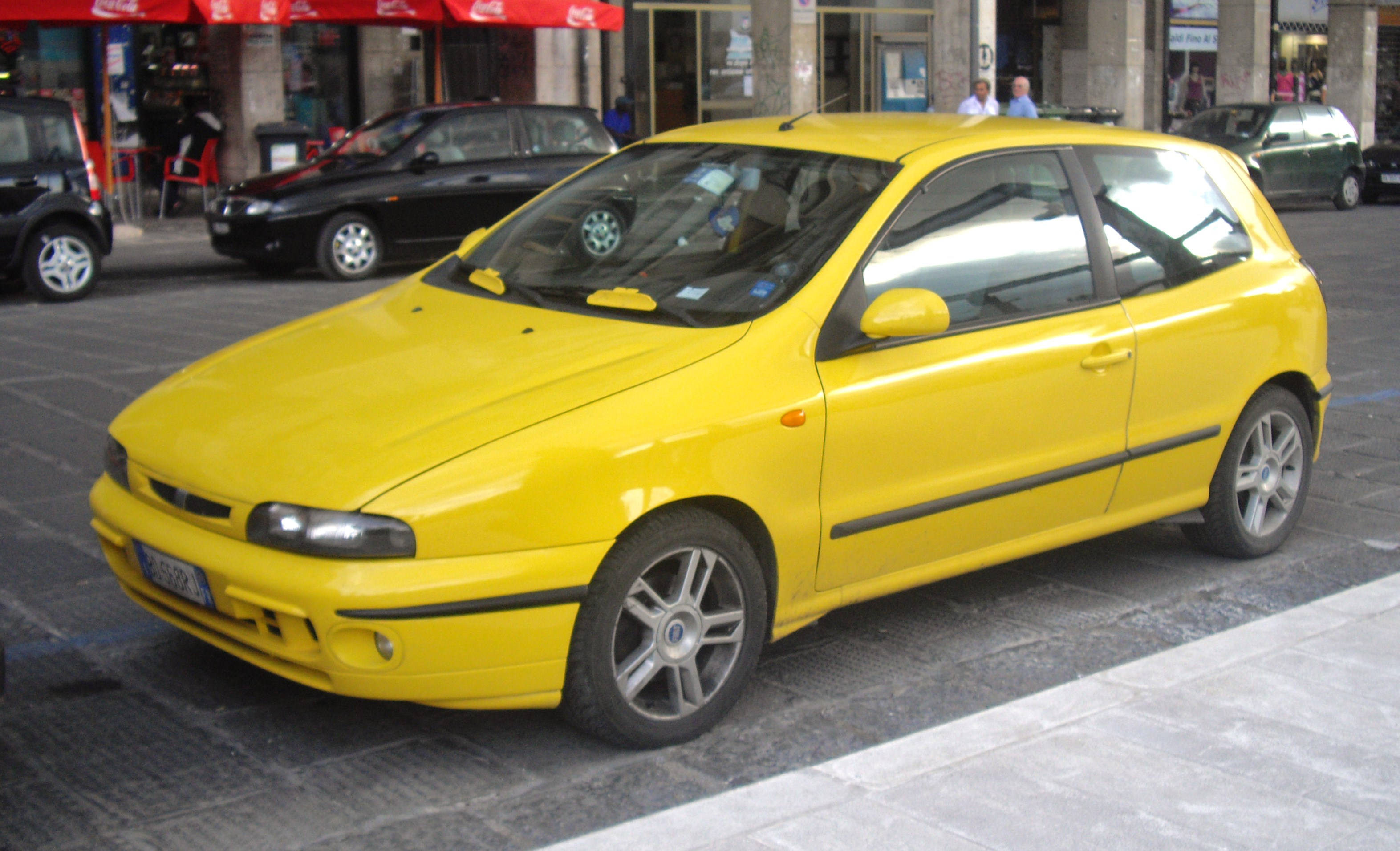
ブラーボ

1974年から1978年までフィアットは新型車の発表がなかった。これは、石油ショックや、その前後の左翼勢力による慢性的な労働争議により経営が不安定化したためである。
リビアの元首であるカダフィ大佐からの融資を受け入れ、その後1980年代始めに発売された小型車「パンダ」と「ウーノ」の成功で窮地を脱した。これは、イタリアを代表するカロッツェリアのイタルデザインの創始者ジウジアーロが設計を手掛けていた。他にも、1988年にはエンツォ・フェラーリ亡き後のフェラーリを完全子会社化した。その際、レイオフ（一時解雇）された従業員を呼び戻した。
しかし実際は、政府の要請で買収したアルファロメオの経営立て直しに多額の資金を費やさざるを得なかったことや、労働争議により経営状態は安定せず、イタリア政府による日本車の輸入規制や、レイオフした社員を政府による救済機関で引き取ってもらうなどの措置に助けられている状況であった。
1990年代は「ブラーボ/ブラーバ」とジョルジェット・ジウジアーロのデザインした初代プントがヨーロッパで大ヒットし、かろうじてその屋台骨を支えたが、その後も欧州連合発足後のイタリアにおける日本車の輸入規制撤廃による競争激化などを受けて、不安定な経営状況が続いた。

### 経営建て直し

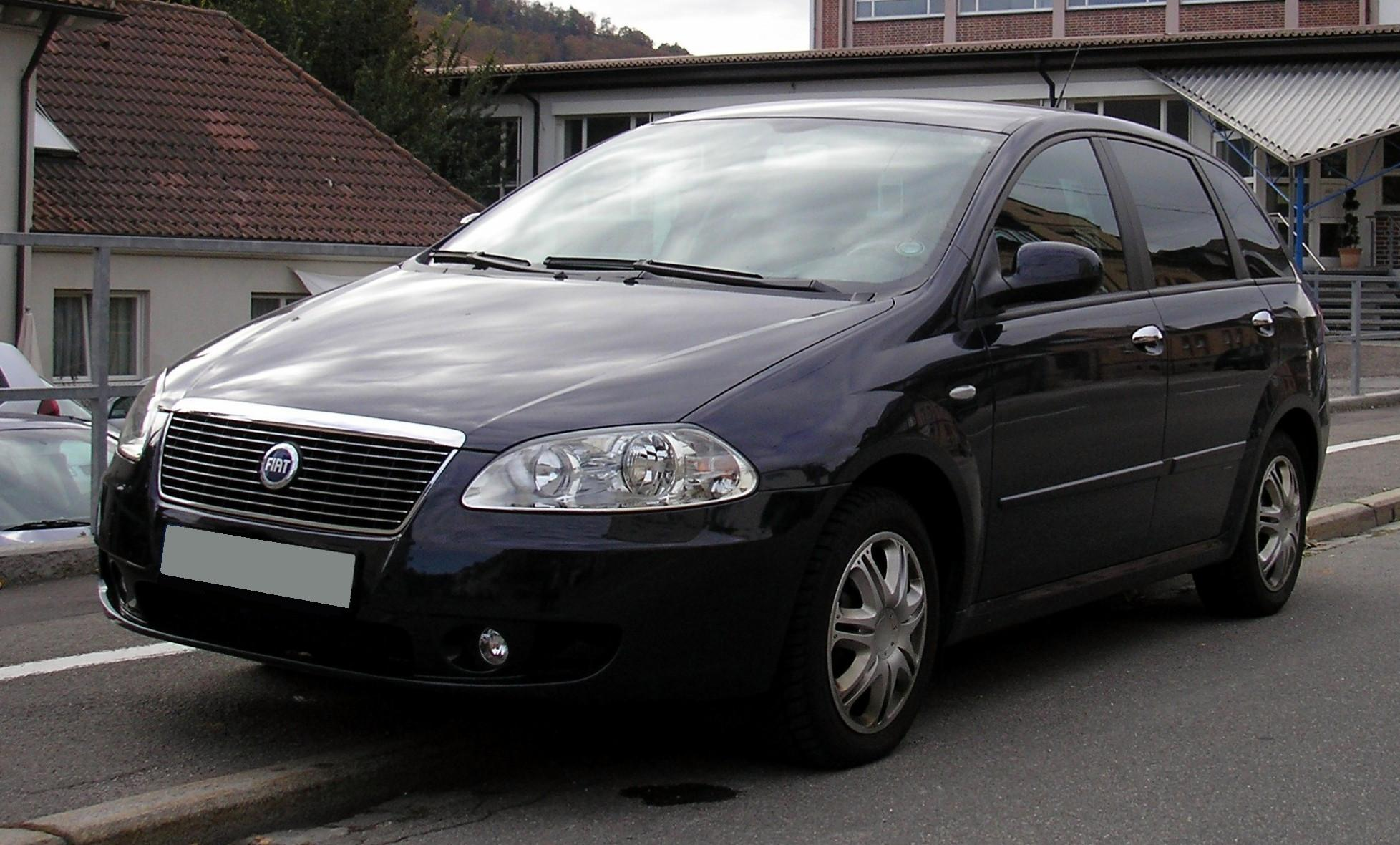
クロマ

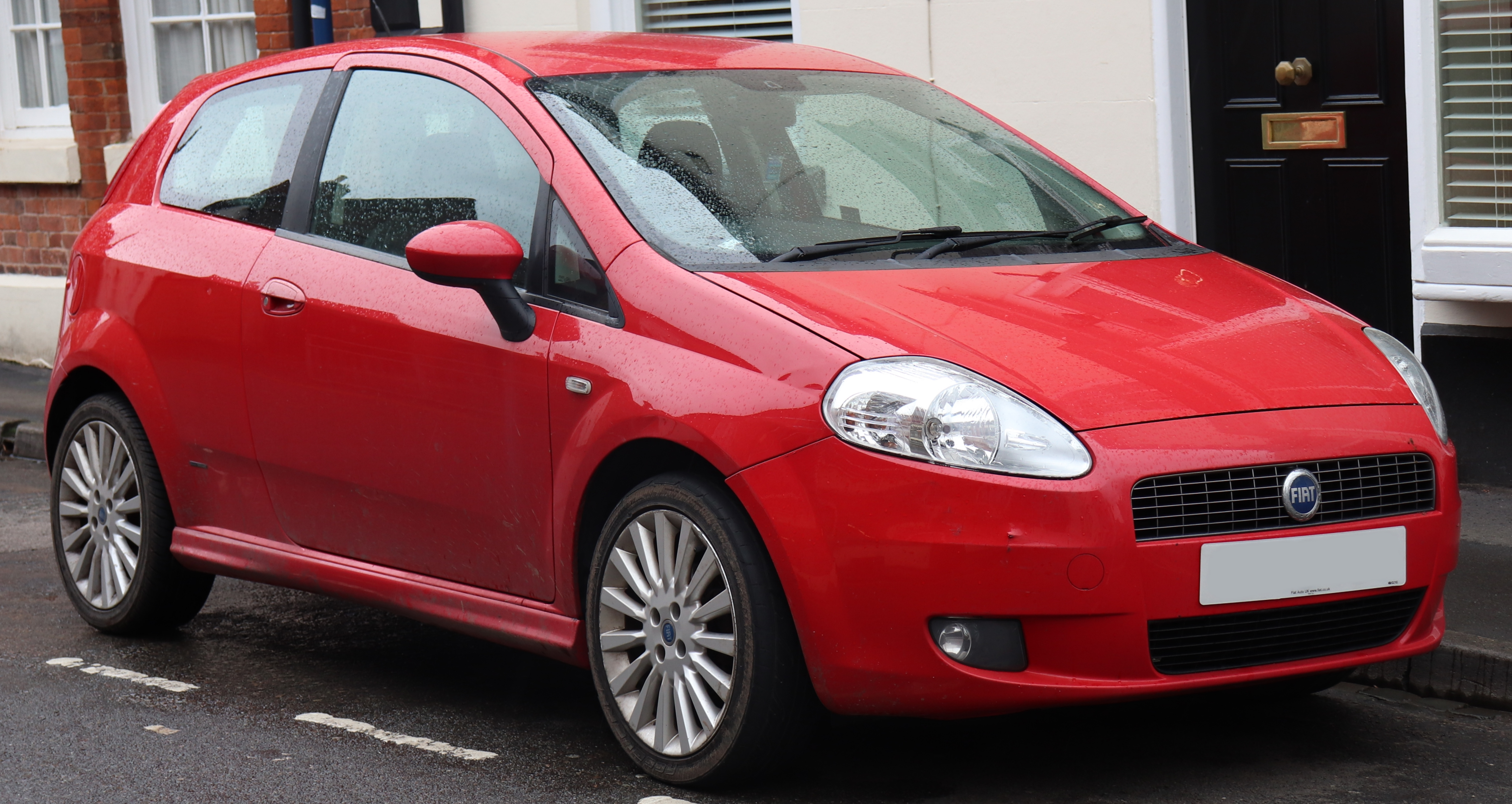
グランデプント

2000年から自動車部門でゼネラルモーターズ（GM）と提携関係にあった。しかし2005年、経営状況が悪化したフィアットとの提携を進めることを躊躇したGM側が一方的に提携を解消した。これによりフィアットは買収契約に関する違約金、15.5億ユーロをGMから得た。
その後は、傘下のフェラーリおよびマセラティの経営を立て直したルカ・コルデーロ・ディ・モンテゼーモロ会長、およびセルジオ・マルキオンネCEOのもとで、GMから得た違約金を原資に、経営の建て直しをはじめた。
その様な中でもアニェッリ一族による経営が基本にあり、2005年にはジャンニ・アニェッリの孫のジョン・エルカーンがフィアットの取締役に、その弟のラポ・エルカーンがブランドマーケティング担当部長に就任した。このとき過去に使用していたロゴマークを復活させ、ロゴを入れたアパレルなどを展開し、世界的に大ヒットさせた。なお、長い歴史を持つフィアットは、社名ロゴと車両オーナメントの変更が多いことでも知られている。
2005年には経営建て直しの一環として、モンテゼーモロ会長の指揮のもと、相次いで3つの新型車を発表した。一つめは「クロマ」の名で、導入が待たれていた新Dセグメントモデルを発表した。ボディはワゴン風の5ドアとなっている。二つめは、7月28日に「グランデプント」を発表した。これはプントの第3世代となる。全長は4mを超えており、「グランデ」の名のとおり大きいサイズだが、それ以上に大きな命運がこの車種にかかっていることがうかがえる。2006年1月には同モデルがヨーロッパ市場における販売台数1位になるなど、フィアット建て直しのシンボルとなった。三つめは、12月11日に小型クロスオーバーSUV「セディチ（16、4×4=16から）」を発表。これはスズキとの共同開発によるもの。この3車種はいずれもジョルジェット・ジウジアーロとの協力でデザインされたものである。

### 復活

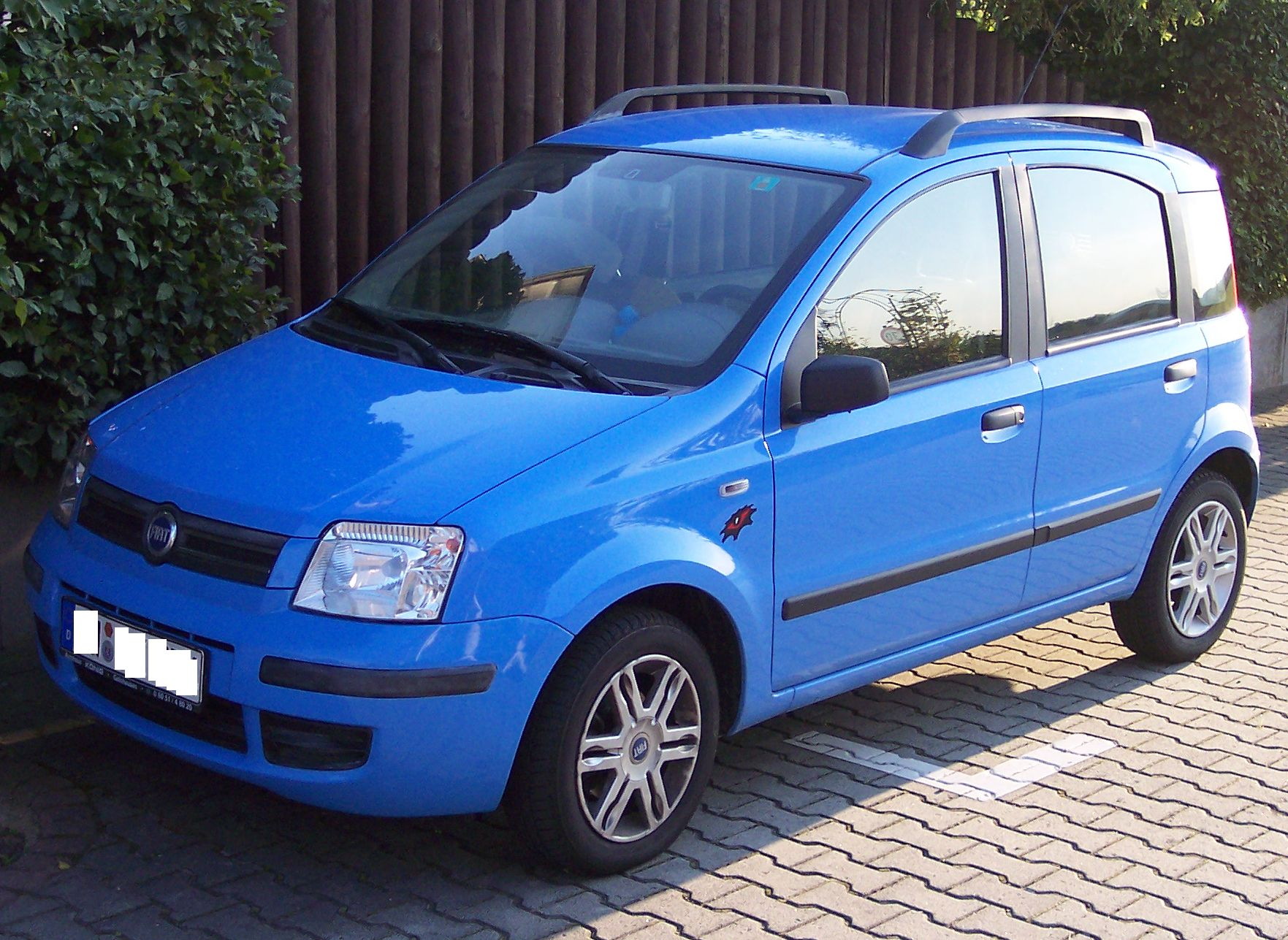
ニューパンダ

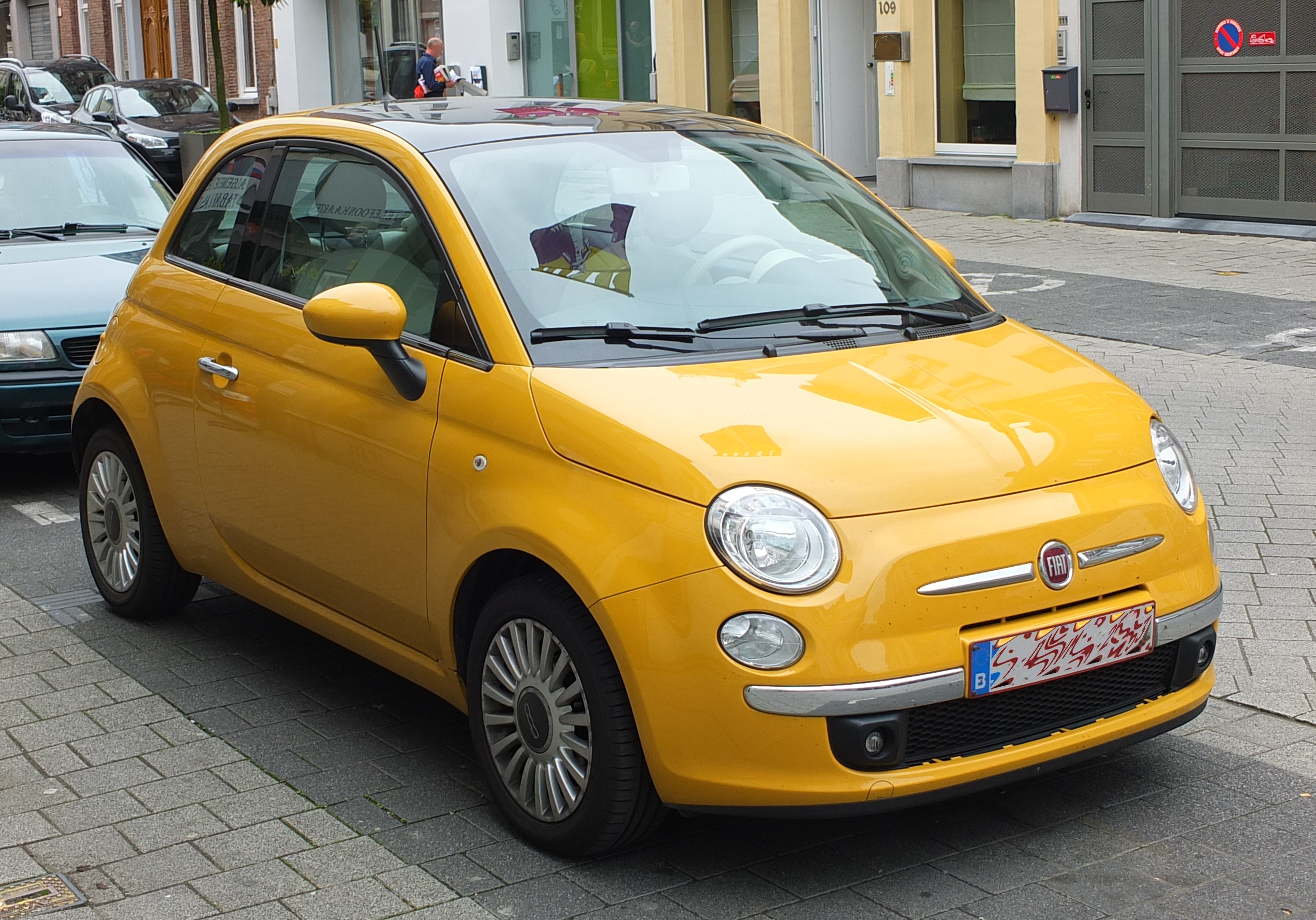
500

2004年にはニューパンダが、ヨーロッパ・カー・オブ・ザ・イヤーを受賞した。これは1979年のデビュー以来根強い人気に支えられてきたパンダの後継である。
その後2005年11月には単月黒字を計上した。これは積極的な新車攻勢と、ラポ・エルカーンが主導するブランドイメージの復活を受けて販売台数が増加したため。その後も単月黒字を連続して達成。その他にもクロマの予想を上回る販売台数を得た他、グランデプントが2006年1月のヨーロッパ市場における販売台数1位になる。2006年第三四半期の販売台数も、ルノーやプジョーなどのライバルが前年比割れになる中、前年比増になるなど長年の低迷から完全に復活したとの評価を受けたと同時に自らも「復活宣言」を行った。
2007年にはグランデプントベースのセダン「リネア」、大失敗に終わったスティーロの後継車種「ブラーボ」（これまたかつての車名が復活）、往年のヒット作である「500」の新型をデビューさせ、同車種はヨーロッパ・カー・オブ・ザ・イヤーを獲得した。さらには「アバルト」ブランドを復活した。

### クライスラー、マツダとの提携

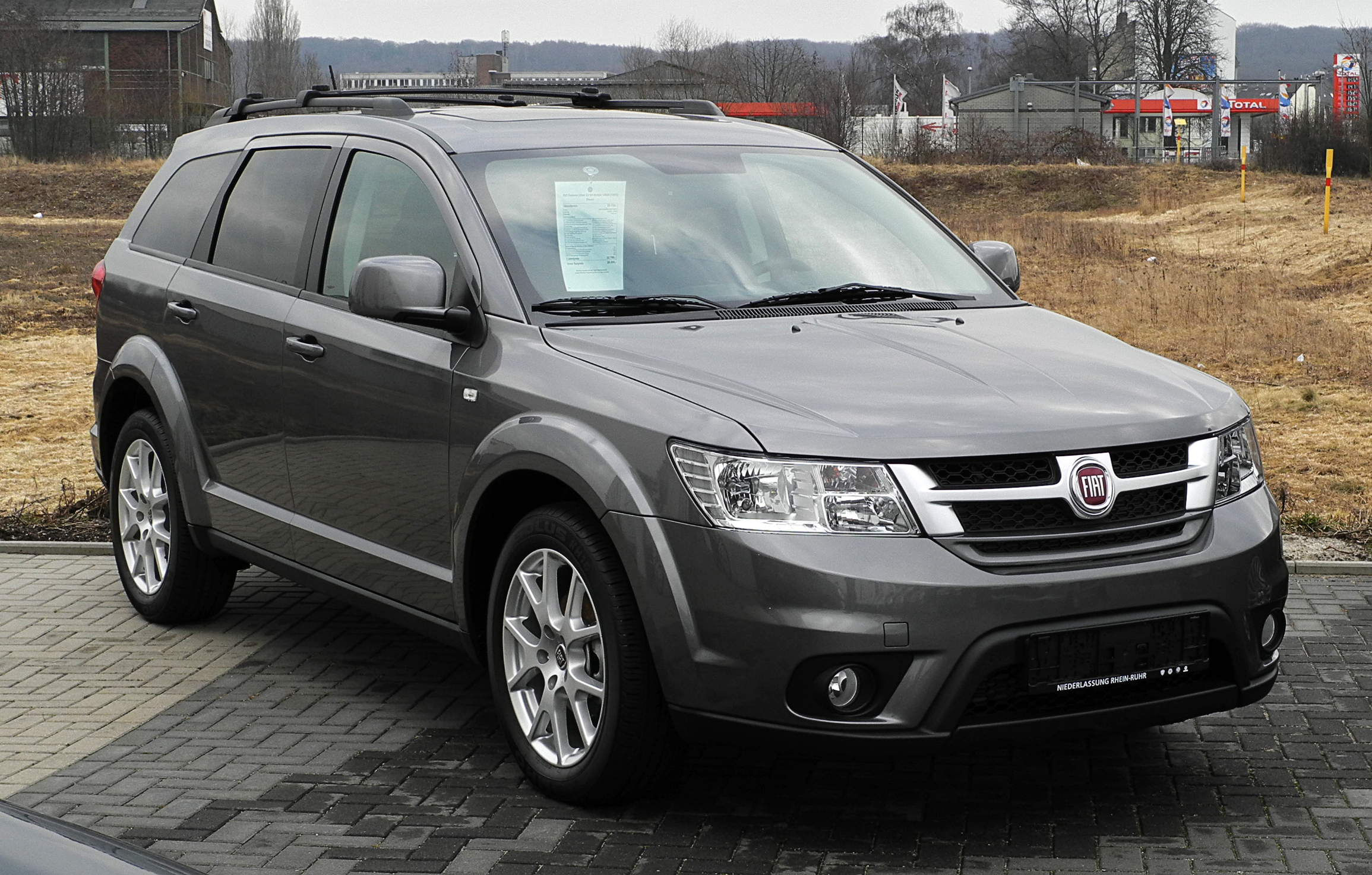
「ダッジ・ジャーニー」のフィアット版である「フリーモント」

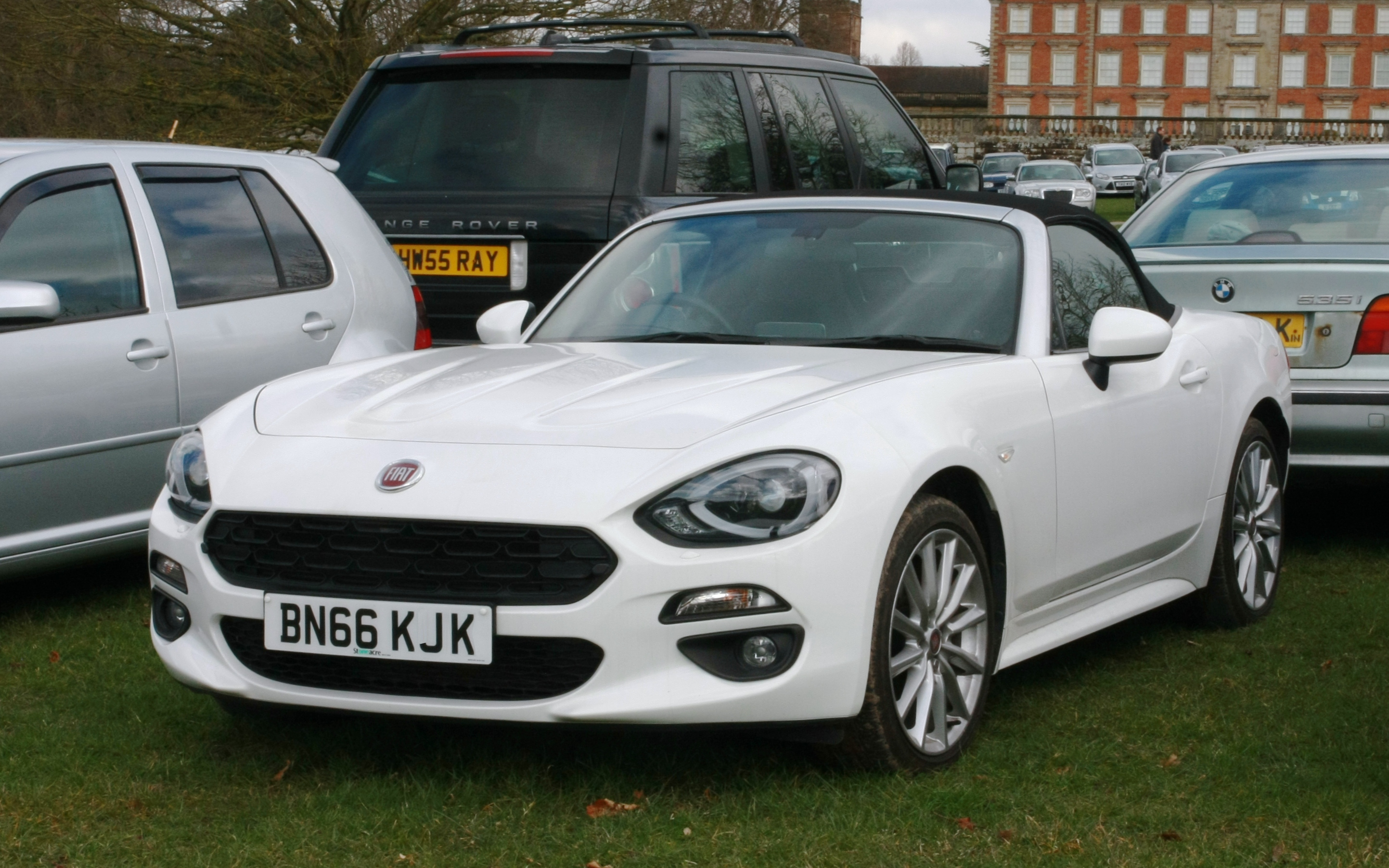
「マツダ・ロードスター」のフィアット版である「124スパイダー」

2009年1月には、サーベラス・キャピタル・マネジメント傘下で経営再建を目指しているクライスラーに資本参加し、35 %の株式を取得する資本提携合意を発表した。フィアットは、クライスラーが北アメリカ市場で燃費性能の高いコンパクトカーを生産するための技術などを提供すると同時に、北アメリカ市場以外におけるクライスラー車の販売でも協力することを表明した。
これを受けて「クライスラー・300」が「ランチア・テーマ」として、「ダッジ・ジャーニー」が「フィアット・フリーモント」としてイタリアをはじめとしたヨーロッパ市場で販売されたほか、「500」がアメリカ市場で販売されることになった。
2010年4月21日、フィアットは産業機械および商用車部門を分離すると発表。翌2011年1月1日にCNHグローバルやイヴェコなどを統括する持株会社であるフィアット・インダストリアルが設立された。
2012年5月23日にマツダと業務提携を発表。マツダ・ロードスターの4代目モデルをベースとした新車を、アルファロメオのブランドで販売する計画を発表した。生産はマツダが担当する。その後、アルファロメオではなくフィアットから124スパイダーとして販売されることが発表された。

### FCA

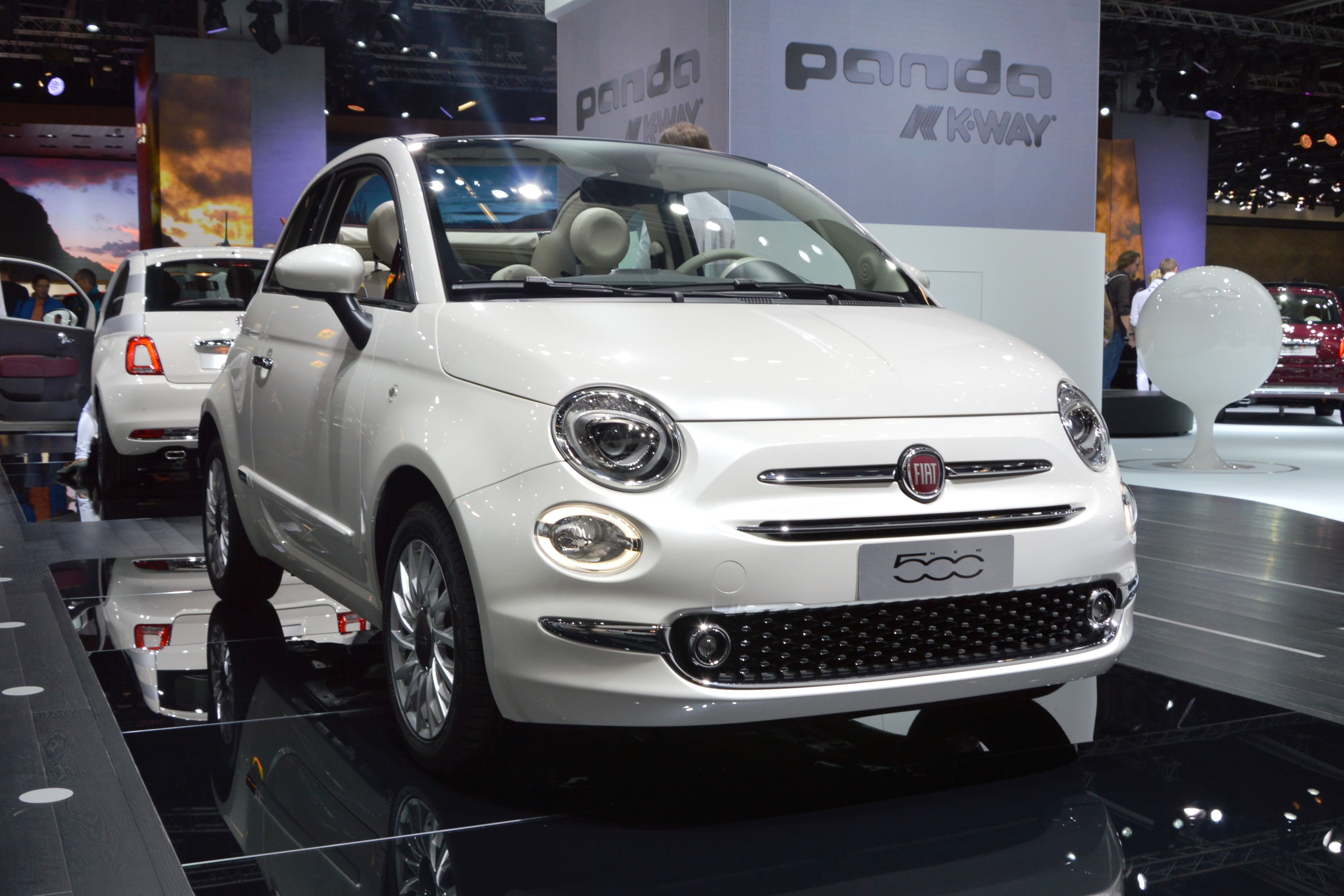
500 C

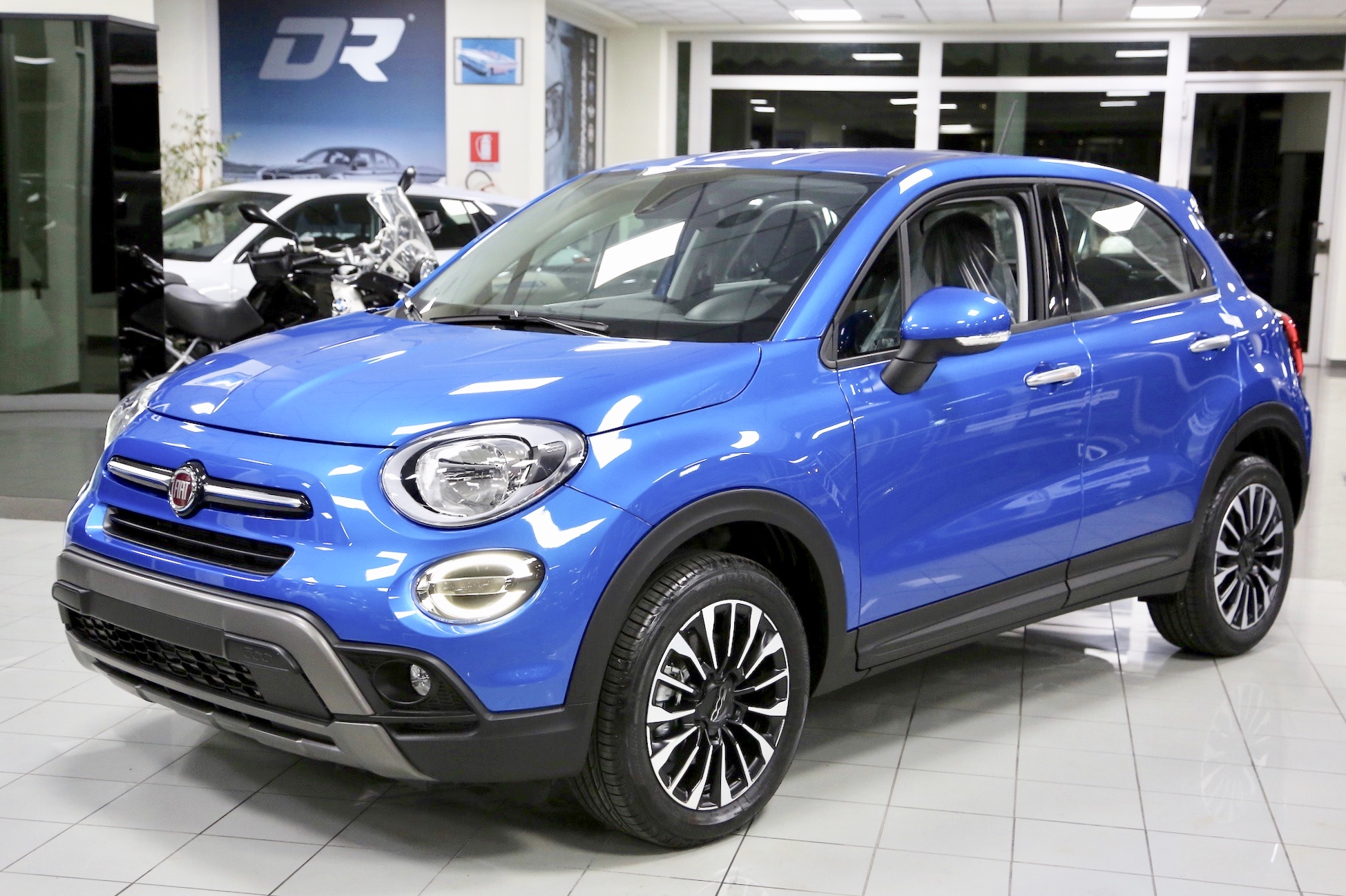
500X

2014年1月には、クライスラーを完全子会社化すると発表し、同年10月12日に合併、新たに設立された持株会社「フィアット・クライスラー・オートモービルズ」（FCA）の傘下にフィアットとクライスラー両社が置かれる企業形態となり、トヨタ自動車やフォルクスワーゲン、ルノーやGなどに次ぐ規模の自動車グループとなった。
翌13日にはニューヨーク証券取引所での取引を開始した。その後フェラーリをFCAより分社化するとともに上場させたが、現在もマルキオンネ会長がフェラーリの会長を兼任し、マセラティへのエンジン供給を行うなど密接な関係を保っている。また上場以降は、アルファロメオやアバルト、ジープなどの高付加価値ブランドの車種展開の積極化を行うことで、収益の向上を図っている。しかしながら、同時にグループ内の経営効率化を受けて、老舗ブランドのランチアの展開縮小が進められている。
2018年10月、保有するマニエッティ・マレリの全株式を投資会社KKRの買収目的会社であるCKホールディングス（現・マレリホールディングス）に売却することを発表した。

## 車種一覧

### 現行
- アルゴ (ARGO)
- ウリッセ (ULYSSE)
- クロノス (CRONOS)
- ストラーダ  (STRADA)
- ティーポ (TIPO)
- デュカト (DUCATO)
- トッポリーノ (TOPOLINO)
- ドブロ (DOBLO)
- トロ（TORO）
- パルス (PULSE)
- パンダ (PANDA)
- ファストバック（FASTBACK）
- フィオリーノ (FIORINO)
- モビ (MOBI)
- 500
- 500e
- 500X
- 600

### 主な過去の販売車種
- クーペ・フィアット (Coupe Fiat)
- スティーロ (Stilo)
- セディチ (Sedici) - スズキ・SX4のOEM
- ディーノ (Dino)
- ブラーボ/ブラーバ (Bravo/Brava)
- プント (Punto)
- ムルティプラ (Multipla)
- リトモ  (Ritmo)
- レガータ (Regata)
- X1/9
- 124
- 124スパイダー (124 Spider)
- 126
- 128
- チンクェチェント (Cinquecento)
- セイチェント (Seicento)
- 500
- 850
- 1200/1500/1600カブリオレ
- 1300/1500
- 1800/2100/2300

## 事業

### 他企業でのライセンス生産
- セアト - スペインで1963年から1980年まで、フィアットとの資本・技術提携でフィアット車のライセンス生産を行っていた。その後はフィアットとの法廷闘争を経てパンダの継続生産権を得、1993年以降はフォルクスワーゲングループのアウディブランドの一部門となっている。
- ザスタバ - セルビアでフィアット車のライセンス生産を行っていた。2008年にフィアットが買収。
- トファシュ - トルコでフィアット車などのライセンス生産を行っている。
- 南京汽車 - 中華人民共和国でフィアット車、イヴェコ車を合弁生産していた。
- 平和自動車 - 北朝鮮でフィアット車をノックダウン生産している。

### モータースポーツ

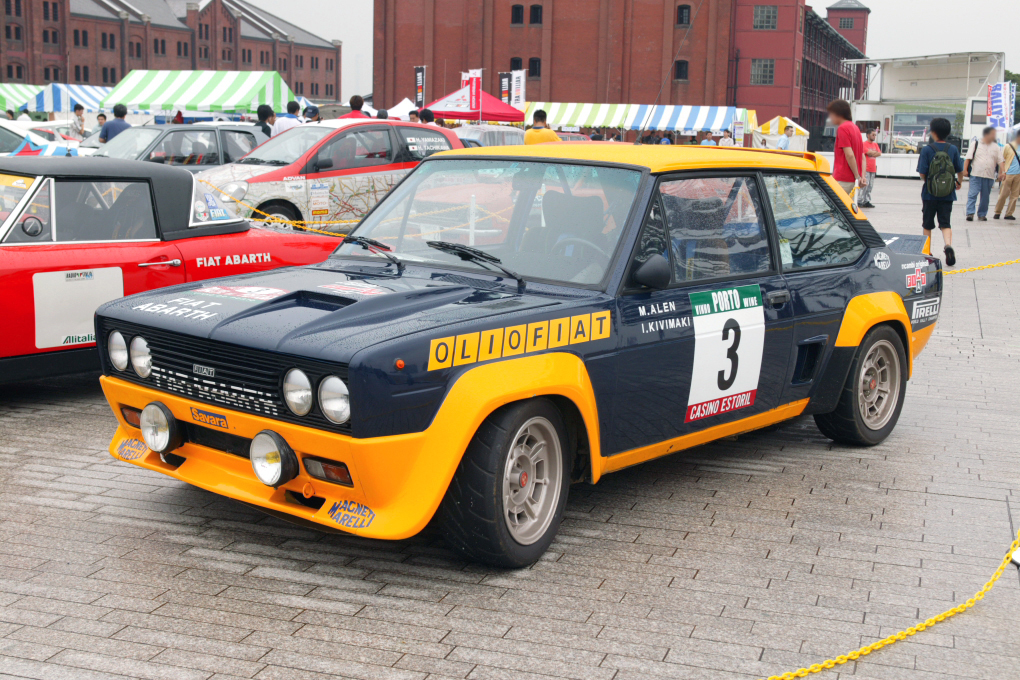
131アバルトラリー

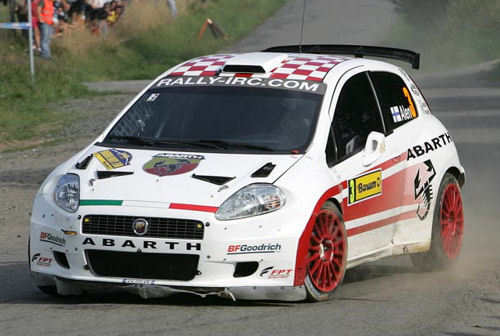
プントS2000

フィアットは第一次世界大戦後より「ミッレミリア」をはじめとするモータースポーツに参戦している。また、世界ラリー選手権(WRC)には早期から参戦しており、1970年代はグループ4マシンの「124アバルトラリー」、「131アバルトラリー」で活躍をした。特に131アバルトラリーはマニファクチャラーズ部門を3度、ドライバー部門を2度制覇しWRCで最も活躍したFR車となった。
1980年代からはグループ会社のランチアのグループB及びグループA車両で参戦して好成績を残し、特にデルタで6連覇を果たした1987年〜1993年にかけては常勝ともいえる活躍をしていた。
近年は経営悪化もあって活動を潜めていたが、スーパー1600規定のプントでJWRCに継続的に参戦。2006年からスーパー2000規定が施行されるといち早くグランデ・プントで参戦し、ヨーロッパラリー選手権、イタリアラリー選手権を制覇し、アバルトブランドを復活させた。2007年からはIRC（インターコンチネンタル・ラリー・チャレンジ）に参戦。2007年から2009年まで6勝するも、プジョー、シュコダに阻まれタイトルには手が届かなかった。
現在は124スパイダーのグループR-GT車両でラリーに参戦している。
2007年から2010年までの間、ロードレース世界選手権MotoGPクラスにおいてヤマハチームのスポンサーとなった。自動車会社が資本関係のない他の自動車会社のスポンサーとなるケースはトラック業界やF1等を除くと数少ないが、チームにフィアットと資本関係のあるフェラーリへの去就が噂されていたバレンティーノ・ロッシ選手がいたことが関係していると見られている。最終的にヤマハへのスポンサーシップを終了した理由も明らかにはされていないが、ロッシが翌年ドゥカティへ移籍することになった事が大きな理由であると言われている。

### 鉄道車両
第二次世界大戦後、ジャンニ・アニェッリは、1880年に創業した名門機械・電機・鉄道車両メーカーの「国立サヴィリアーノ協会ワークショップ」（Società Nazionale Officine di Savigliano. SNOS）の株を段階的に取得し、1960年代にはフィアット（アニェッリ家）がその経営権を完全に支配するようになった。サヴィリアーノとトリノの2カ所にあった工場のうち、鉄道関連事業を担っていたサヴィリアーノ工場を1970年に「フィアット・フェロヴィアリア」（Fiat Ferroviaria）として会社分割する。
2000年にフランスのアルストムがフィアット・フェロヴィアリアの株式を51 %取得してアルストムグループ傘下となり、その後フィアットグループが鉄道車両と電機機器の製造から撤退した事により、鉄道車両部門は2002年にアルストムによって買収された。

### 業務用車輌

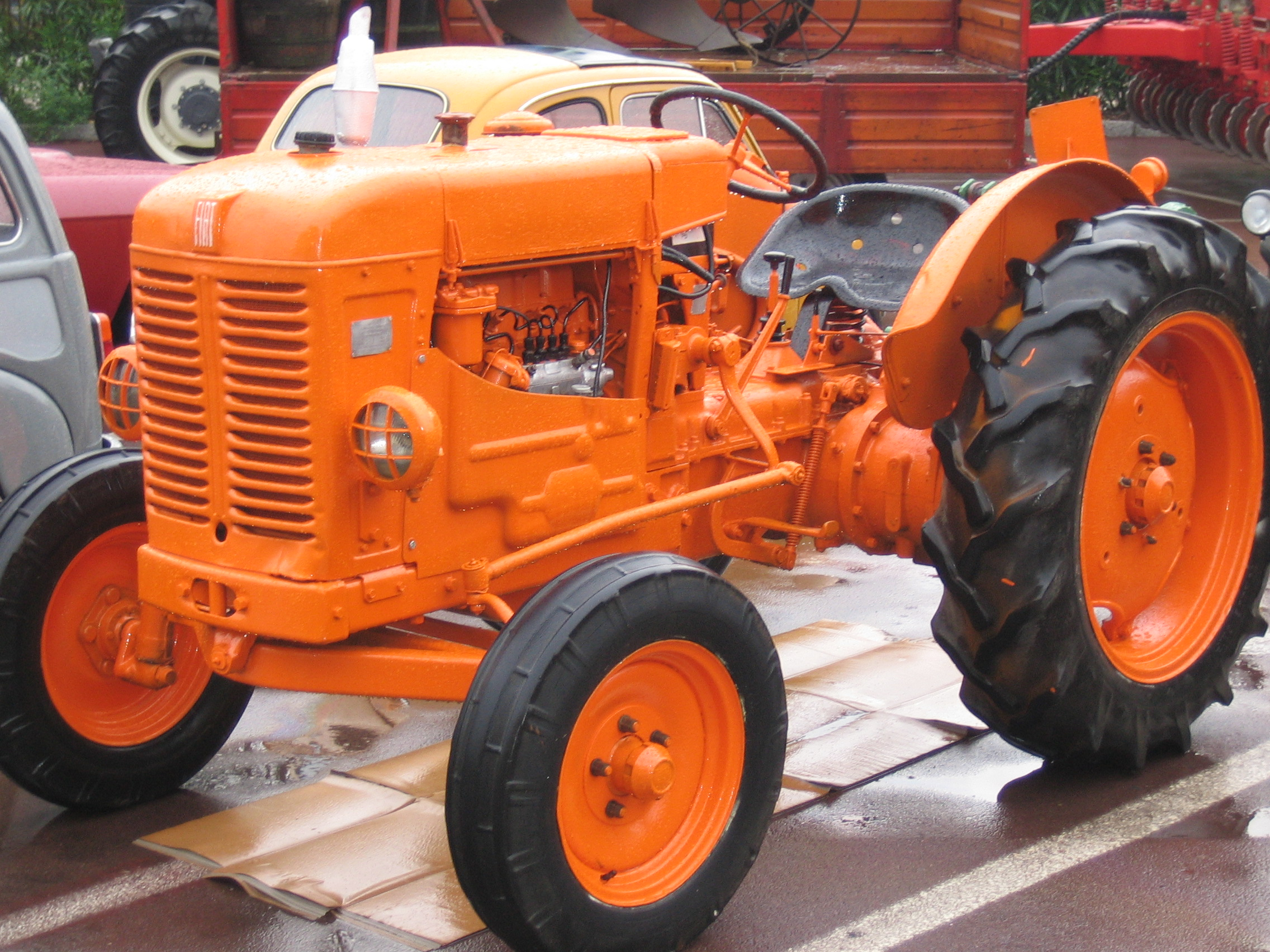
フィアット製のトラクター(25R)

「イヴェコ」ブランドなどで生産されているトラックや バス、建設機械やトラクターなどの農業機械などの事業は2011年に分社化されて「フィアット・インダストリアル」となった。
なお、かつてはフィアットは、トラクターメーカーとしても知られていた。1919年、最初のトラクター702型の発売を皮切りに、フィアットは農業機械部門に進出した。
1971年にランボルギーニグループから、「ランボルギーニ・トラットリーチ」（農業機械部門）の全株式を取得。
1984年には農業機械部門を「フィアットアグリ」として分社化、1988年には建設機械部門も統合し「フィアットジオテック」と改称。1991年にフォード・ニューホランドを買収、「ニューホランド・ジオテック」と改称する。
その後、1999年にはケースIHを買収し「CNHグローバル」と改称した。現在では、CNHグローバルの有するケースIH、ニューホランドブランドのトラクターが世界中で発売されている。

### 航空機

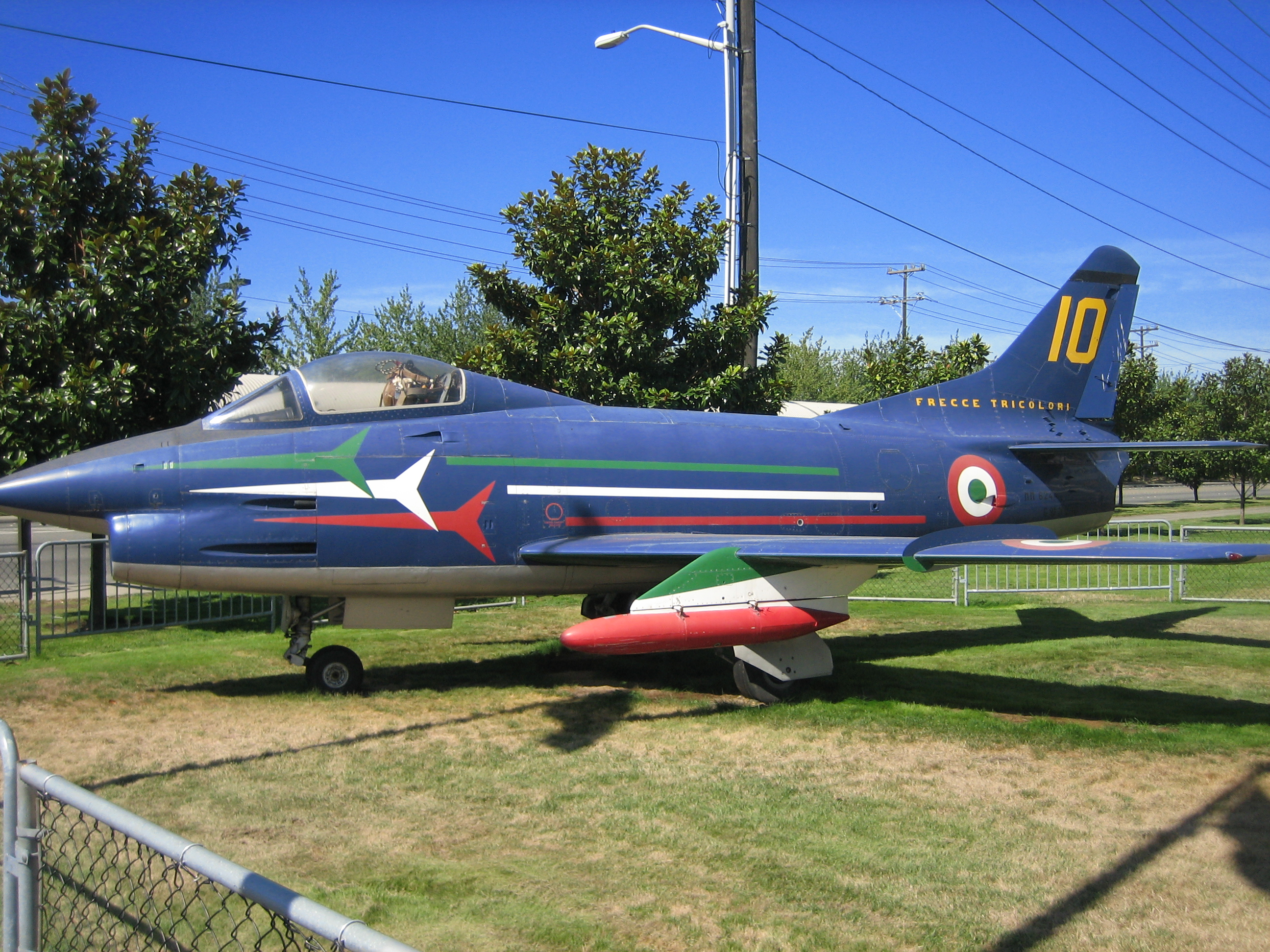
アエリタリア G.91

かつてフィアットは航空機及び飛行機エンジンのメーカーとしても名を馳せていた。特に軍用機の分野では様々な用途の機種を開発、生産していた。
第一次世界大戦後、フィアットはポミリオやアンサルドといった小規模な航空機メーカーを吸収し、1930年代にはフィアット CR.32やフィアット CR.42といった有名な複葉戦闘機を世に送り出した。第二次世界大戦では、ダイムラー・ベンツ製のエンジンを搭載した戦闘機フィアット G.55、優れたデザインの爆撃機フィアット BR.20などをイタリア空軍に提供した。さらに、イタリア軍向けにフィアット レベリM1935重機関銃など機関銃を製造していた。
1950年代、NATO加盟国で共通の軽戦闘爆撃機を装備する計画が持ち上がり、フィアット G.91が設計された。その後、航空機開発部門はアエリタリアを設立するためにアエルフェールと合併した。G.91の生産もアエリタリアが引き継いだため、アエリタリア G.91と呼ばれている。

### 新聞社
トリノ市の有力紙「ラ・スタンパ (La Stampa)」などの各種マスコミもフィアットグループに属する。また、ジョン・エルカーンが取締会のメンバーを務める「コリエーレ・デラ・セラ」も影響下にあるとされる。

### サッカークラブ
イタリアサッカー1部リーグセリエAの強豪ユヴェントスは、フィアットのオーナー一族であるアニエッリ家が設立し、現在も同家がオーナーとしてその資金・運営においてバックアップしている。そのため、ユヴェントスの選手たちはフィアットグループの車に乗っている｡現在の胸スポンサーはステランティス傘下のブランド「ジープ」。

## 日本での歴史

### 1990年代まで

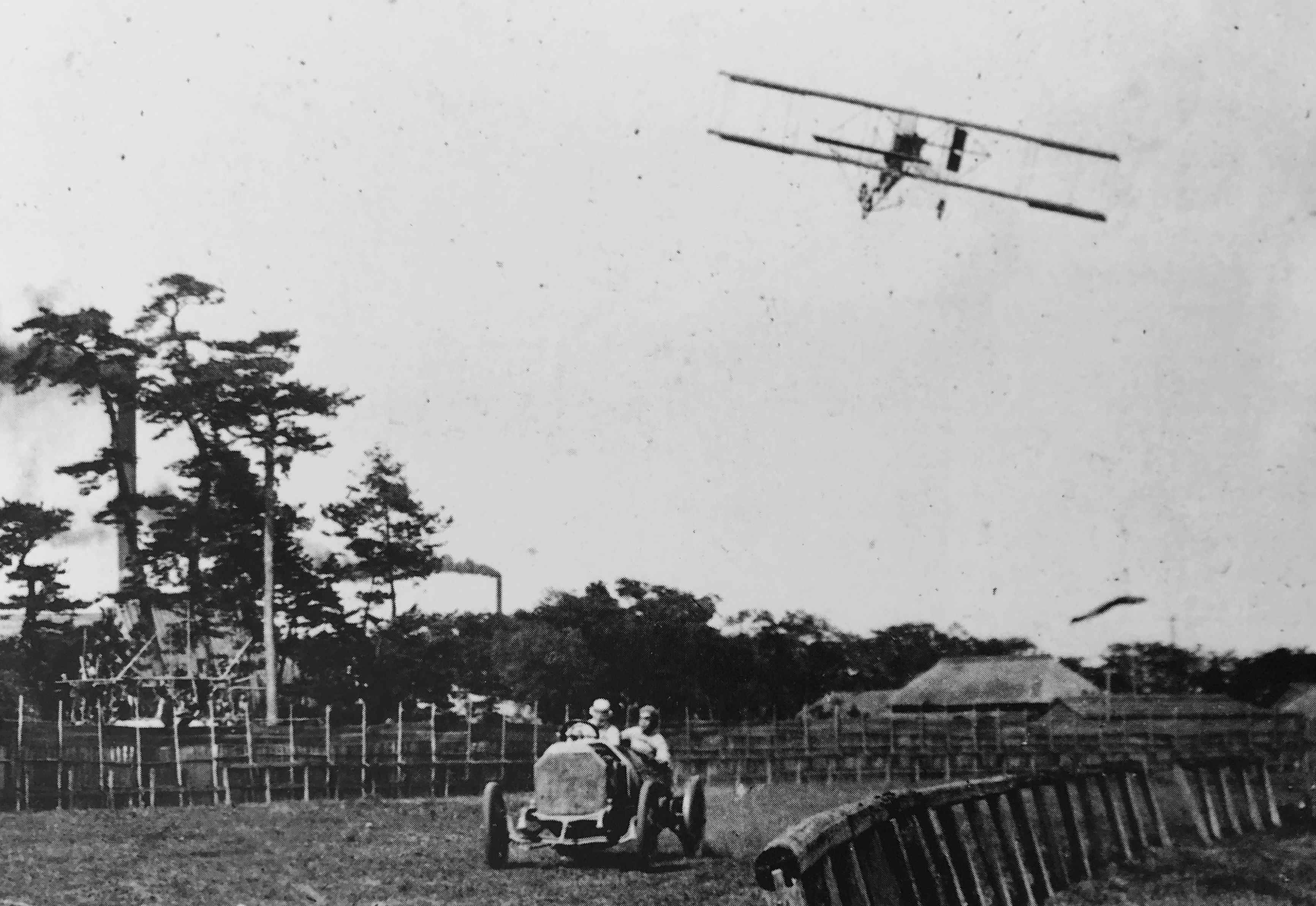
1910年12月、日本人による日本国内での飛行機の初飛行が成功。翌1911年5月には米国人のJ.C.マースが乗る飛行機と、大倉喜七郎のフィアット（100馬力）のスピード・レースが川崎競馬場で早くも開かれた。大倉はマースの飛行機に勝った。

第一次世界大戦後より日本への乗用車の輸出を始め、大倉喜七郎率いる日本自動車や、ヤナセが正規輸入販売代理店となり「509トルペード」や「1500ベルリーナ」などの中型車を販売していた。その後1930年代に入ると満州国への輸出も行っていた。1938年（昭和13年）には大日本帝国陸軍がイ式重爆撃機を輸入して使用していた。
第二次世界大戦後も乗用車の輸入が行われていたが、いくつかの変遷を経て1980年代に入ると、ジヤクス・カーセールス、チェッカーモータース、サミットモータース（住友商事）が正規輸入販売代理店となり、フィアットのみならず、「アバルト」ブランドの車種も輸入販売された。
なおアルファロメオの輸入販売は、イタリア本社の民営化など様々な要素から正規輸入販売代理店が変わり、その中で1980年代中盤には日本国内での正規輸入販売代理店がなくなり、輸入販売が中断することとなった。しかし1988年に大沢商会が正規輸入販売代理店となったことで輸入販売が再開された。

### フィアットとアルファロメオ、ランチア

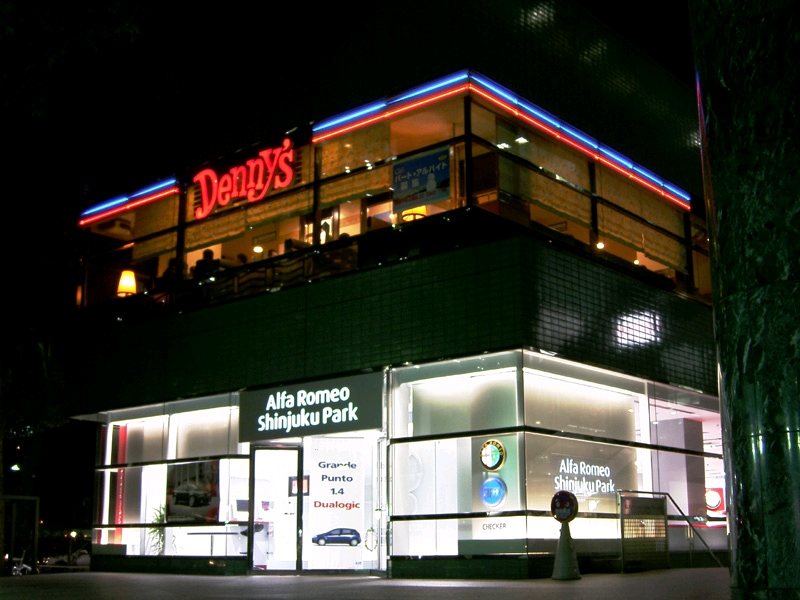
フィアットオートジャパンが運営する「アルファロメオ新宿パーク」(現在は閉店済み)

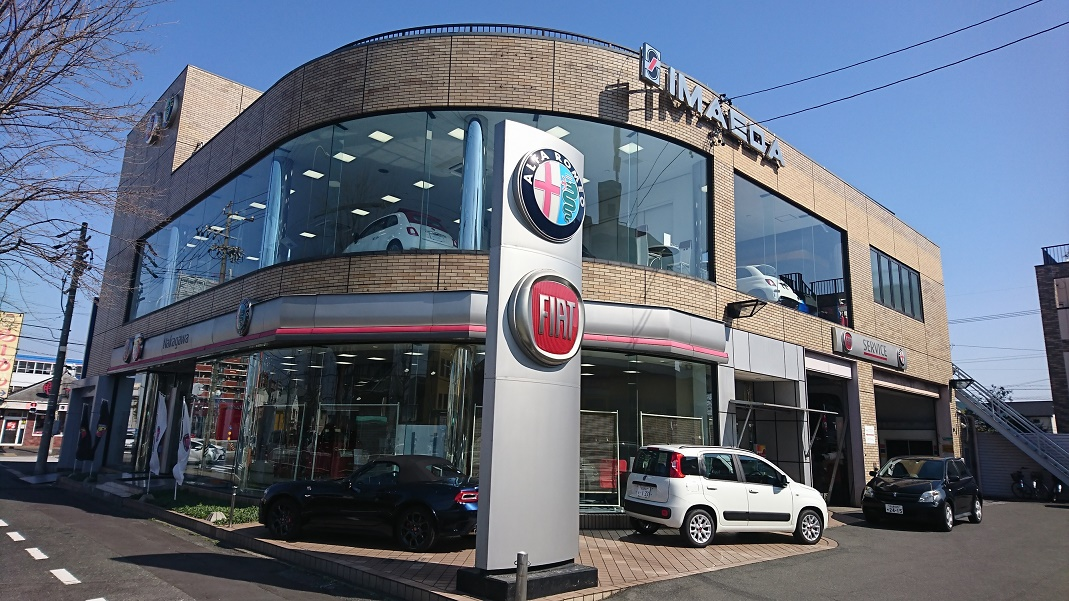
旧アレーゼ中川（現：フィアット/アバルト中川 ユーロスターアントレ（ジーライオングループ））

1990年代以降は地場資本の企業による輸入販売をやめ、当時他の欧米の自動車会社でも積極的に行われていたように自社の日本法人を設立して、自前での輸入販売への切替を進めた。
1990年4月より、フィアットグループオートモービルズは日本法人「アルファロメオジャパン」を設立、アルファロメオ車を販売するディーラー網「アレーゼ」の整備を始めた。同年11月にはアレーゼにおいてフィアット車の取り扱いも開始し、社名を「フィアットアンドアルファロメオモータースジャパン」へと改称した。
さらに1997年の「フィアットオートジャパン」への改称を経て、2007年8月より「フィアットグループオートモービルズジャパン」として、フィアット、アルファロメオおよびアバルト・ブランド車の輸入・販売を行っている。ディーラー網の名称は、2003年以降アレーゼから「アルファロメオ」へと変更され、更に「フィアット」「アバルト」が追加されている。
ランチアの正規輸入は現在行われていないが、ガレーヂ伊太利屋が並行輸入し販売を行っている。なお、同ブランドは1998年まではマツダ系列の「オートザム」でも取り扱われていた。

### クライスラー日本との統合
2012年7月1日に、「フィアットグループオートモービルズジャパン」はクライスラーの日本法人でもあり、「メルセデス・ベンツ日本」の子会社でもあった「クライスラー日本」と業務統合し「フィアットクライスラージャパン（FCJ）」を発足させた。
なお、「フィアット・クライスラージャパン」は法人名称ではなく、登記上は別々に存続していた「フィアットグループオートモービルズジャパン」と「クライスラー日本」を一括した呼称としていた。そして2015年1月1日、「フィアットグループオートモービルズジャパン」と「クライスラー日本」の両法人は正式に合併し、社名を「FCAジャパン株式会社」（FCA Japan Ltd.、略称:FCAJ）に変更。

### 販売網の再編成

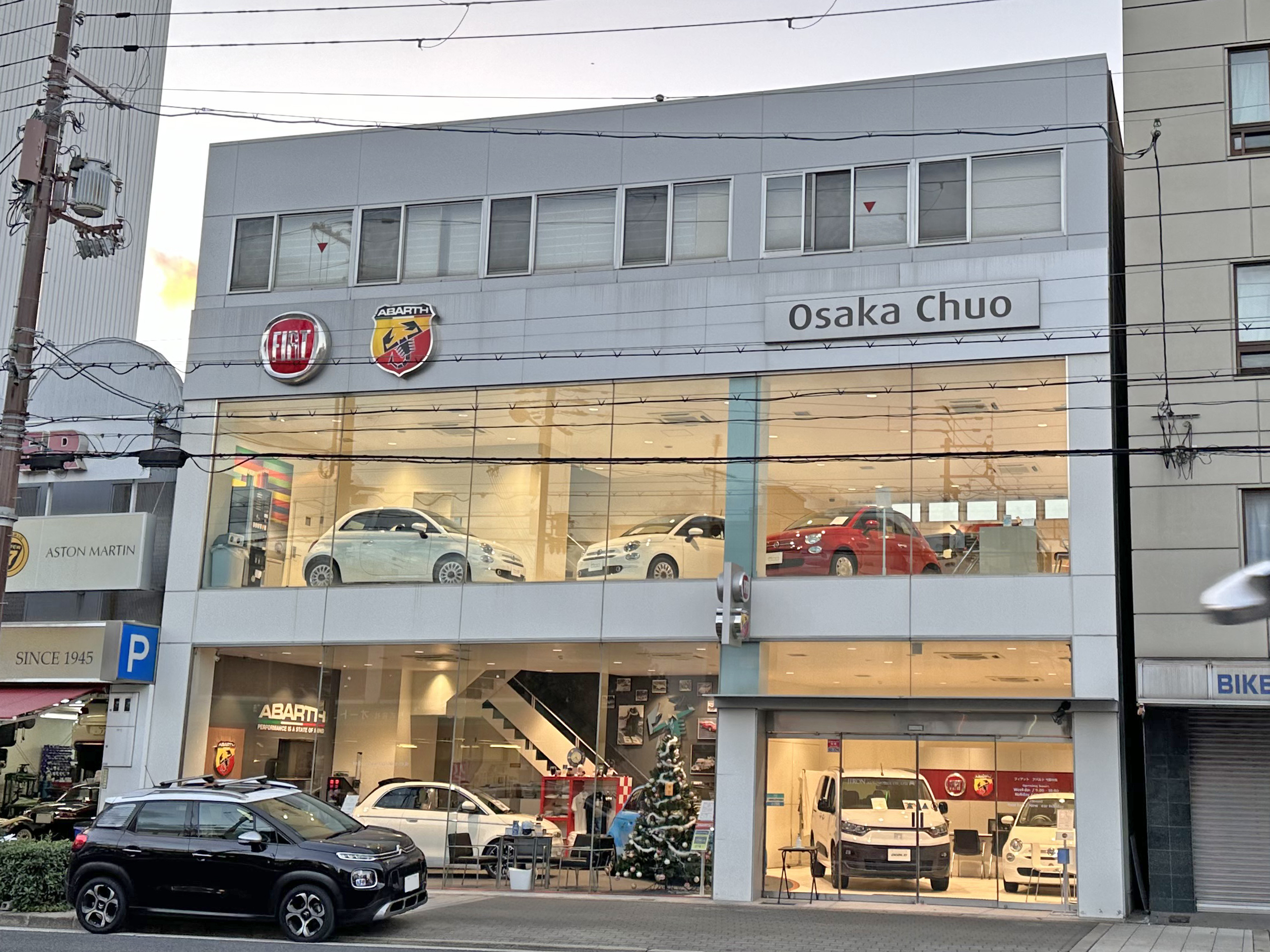
新CI改装後のフィアット/アバルト大阪中央（ジロン自動車）

2016年からは、フィアット・クライスラーのそれぞれの部門で、正規ディーラー網の再編成が行われている。2016年4月1日に、全国の「クライスラー・ジープ」店の名称を「ジープ（＋地名）」に変更。同年10月より新CIによる統一店舗デザインが導入される。
2016年7月1日から、フィアット正規ディーラーでアバルトブランド全車の取り扱い及びサポートを開始。合わせて、ディーラー名をフィアット／アバルト（＋地名）に変更した。2017年より、アルファロメオを新CIの専売店舗で販売する体制を開始。アルファロメオの販売をフィアット／アバルトとの併売体制から切り離し専売制へと移行する。2018年からフィアット／アバルト販売店にも新CIによる統一店舗デザインが導入される。

### フェラーリとマセラティ
フェラーリとマセラティは、長年正規輸入販売代理店を経由しての輸入販売が行われていたが、同じく日本法人による輸入販売に切り替えられた。現在フェラーリは2008年に設立された日本法人のフェラーリ・ジャパンが輸入し、「コーンズ・モーターズ」や「ロッソ・スクーデリア」など8社の正規販売代理店が販売している。マセラティは2010年4月に設立された日本法人のマセラティ・ジャパンが輸入し、全国の正規販売代理店が販売を行っている。

### ニューホランドとケースIH
かつてはクボタがフィアットブランドのトラクターを輸入していたが、現在は傘下の「ニューホランド」と「ケースIH」のトラクターが、日本法人の日本ニューホランドおよび三菱農機によって輸入されている。

### 日本法人の再統合
2022年1月に、FCAジャパンとGroupe PSA Japanを合併させ日本法人を統一することが発表された。存続会社はFCAジャパンとなる。
2022年3月1日に、両法人は合併し社名を「Stellantisジャパン株式会社」とし、日本におけるステランティスの経営が完全に統合された。本社機能は旧FCAジャパン側に置かれる。なお、マセラティ・ジャパンは統合の対象外となり、それぞれ現状のまま独立会社として運営される。

## その他
- イタリアのマイアーニ社から「フィアット」という名のチョコレートが販売されている。1911年に、新車「タイプ4」の宣伝に使うためマイアーニ社に制作を依頼したのが誕生のきっかけ[19]。